# Ioan al VIII-lea Paleologul
Ioan al VIII-lea Paleologul (Ἰωάννης Η’ Παλαιολόγος, n. 18 decembrie 1392, Constantinopol, Imperiul Roman de Răsărit – d. 31 octombrie 1448, Constantinopol, Imperiul Roman de Răsărit) a fost un împărat bizantin care a condus Imperiul Roman de Răsărit în perioada 1425-1448.

## Începuturile domniei
Ioan al VIII-lea era fiul cel mai mare al împăratului Manuel al II-lea Paleologul (1350-1425). Acesta a avut șase fii: Ioan, Theodor, Andronic, Constantin, Thoma și Demetrios. Theodor a murit în 1438, ca despot al Moreei, Andronic murise înaintea lui Theodor, la mănăstire, iar Thoma și Demetrios n-au ajuns niciodată pe tron. Ioan și Constantin (viitorul împărat Constantin al XI-lea Paleologul) au fost ultimii basilei ai Imperiul Roman de Răsărit.
Ioan al VIII-lea cârmuia, de fapt, ceea ce mai rămăsese din Bizanț încă din 1421, când tatăl său îl asociase la domnie. Domnia acestui împărat a decurs într-o atmosferă de luptă continuă între greci și urmașii feudalilor occidentali, care stăpâneau în Achaia și Moreea (în anii 1428-1432, războinicul despot Constantin i-a alungat pe aceștia din Moreea, unde au rămas sub protectoratul Veneției numai patru orașe: Argos, Nauplia, Coron și Modon).
Însă nu mai puțin importante, pentru istoria Bizanțului, au fost conflictele din interiorul țării, între mișcările așa-numite „ortodoxă” și „latinofilă”. În fruntea primului curent, care era și cel mai influent, se afla Markos Eugenikos, mitropolitul de Efes. Adepții acestui curent afirmau că să te supui papei, fie chiar și în numele izbăvirii Imperiului de pericolul musulman, este un păcat grav și o trădare a credinței.
Punctul de vedere al „latinofililor” (adepții contactului cu Occidentul și chiar ai supunerii în fața acestuia), pe ale căror poziții s-au situat și ultimii Paleologi, era susținut de politicieni și de învățații umaniști (după 1440, conducătorul lor a fost discipolul lui Plethon, Bessarion, mitropolitul de Niceea).
Ca și în vremea lui Ioan al V-lea Paleologul, imperiul fusese iar cuprins de dispute în jurul credinței. Și, ca și atunci, fiecare a trebuit să decidă ce este mai important de salvat: ortodoxia sau statul. 
Dându-și limpede seama că fără sprijinul țărilor occidentale Constantinopolul și Moreea vor fi înghițite de otomani, mai devreme sau mai târziu, Ioan al VIII-lea a făcut alegerea și a hotărât, precum odinioară tatăl și bunicul său, să caute ajutor în lumea catolică. Tratativele în acest sens fuseseră purtate încă în timpul domniei lui Manuel al II-lea, dar au fost întrerupte de asediul turcesc din 1421. O nouă etapă a început în 1431 și a durat șapte ani.

## Căutarea sprijinului din apus

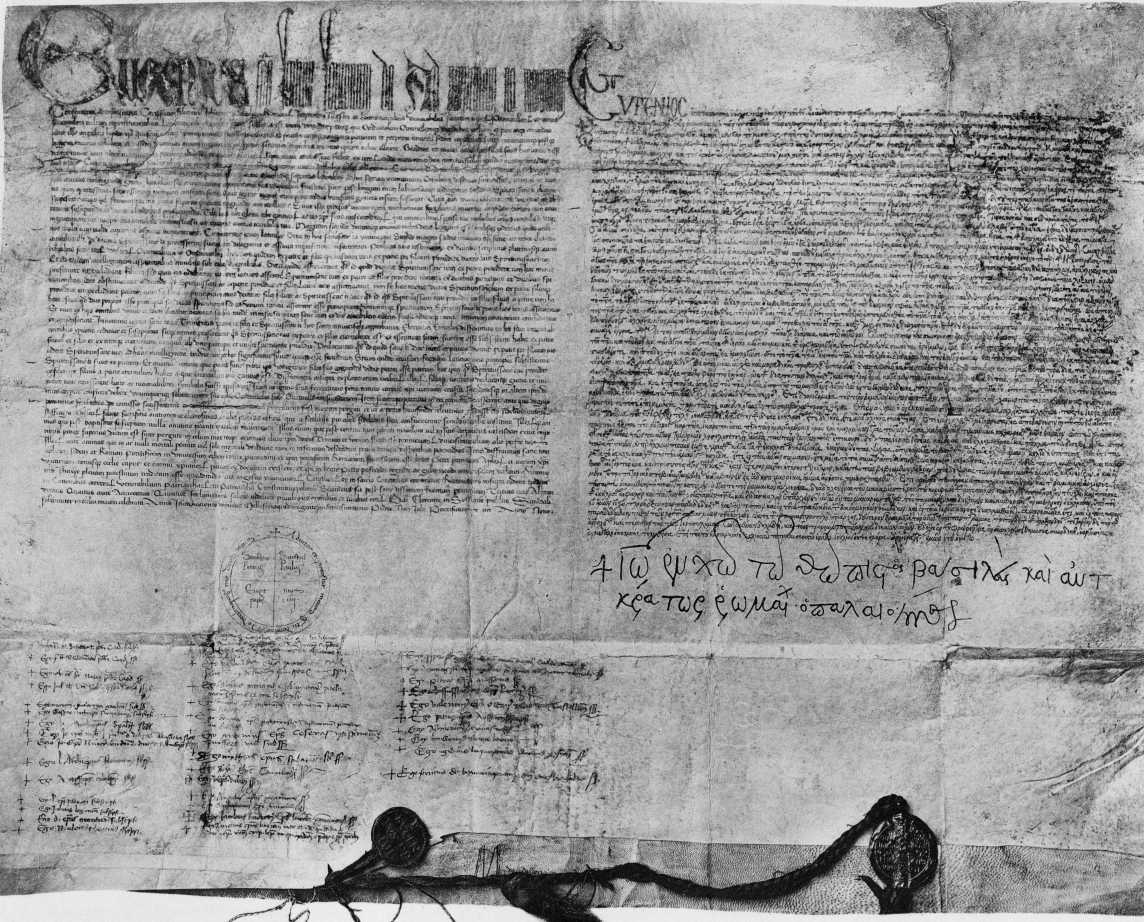
Actul unirii de la Ferarra-Florența, cu semnăturile clericilor (în stânga) și semnătura împăratului bizantin (dreapta)

Unirea religioasă era un act politic important nu numai în viața Bizanțului, ci și în cea a Europei Occidentale însăși. Pe vremea aceea autoritatea papalității scăzuse din cauza corupției și a lipsei de coeziune internă. La conciliul din Konstanz (1414-1418) a fost stabilit principiul supremației conciliului față de papă. Pe 23 iulie 1431 la Basel și-a început lucrările următorul conciliu al episcopilor catolici, care a confirmat această teză. Papa Eugen al IV-lea a dizolvat conciliul, însă ,,părinții din conciliu’’ nu s-au supus ordinului și și-au continuat lucrul. În această situație, deplorabilă pentru diminația curiei romane, unirea Bisericilor Apusului și Răsăritului, dacă ea s-ar fi înfăptuit sub egida pontifului roman, ar fi putut reprezenta un excelent capital politic pentru scaunul Sfântului Petru. De lucrul acesta își dădeau seama și ,,părinții de la Basel’’. Fiecare dintre tabere se străduia să-i atragă de partea sa pe ,,împăratul grecilor’’ și clerul acestuia, se făcea uz de tertipuri diplomatice, mituire și promisiuni generoase. S-a ajuns până la aceea că galerele trimise de cei din Basel erau cât pe ce să înceapă o luptă navală cu galerele papei, în fața turnurilor Constantinopolului.
Papa Eugen al IV-lea  s-a părut împăratului un partener mai predispus spre compromis și, pe deasupra, locul desfășurării conciliului de la Ferarra, pe care îl acceptase papa, le convenea grecilor mai mult decât îndepărtatul Basel.

## Conciliul de la Ferrara
La 24 noiembrie 1437, Ioan al VIII-lea Paleologul a ieșit în larg cu opt corăbii împodobite, însoțit de patriarhul Iosif II, delegația Bisericii ortodoxe (patriarhii Alexandriei, Antiochiei și Ierusalimului desemnaseră fiecare câte doi reprezentanți plenipotențiari) și luându-l cu sine pe fratele său, despotul Demetrios, pe care era periculos să-l lase în capitală, din cauza firii lui violente. La 8 februarie 1438, o lună după ce papa îi adunase pe episcopii care i se supuneau la Ferrara (un ordin-invitație corespunzător fusese expediat și la Basel), Paleologul a sosit la Veneția. La 4 martie, ambasada a ajuns la Ferrara.
Neplăcerile au început, pentru greci, aproape imediat. Eugeniu IV a cerut ca Iosif II să-i sărute încălțările. Patriarhul a refuzat:: Dacă papa-zise el-este succesorul apostolului Petru, atunci noi [capii bisericilor răsăritene] suntem succesorii altor apostolic. Iar ceilalți apostolic îi sărutau oare piciorul lui Petru? Cine a auzit de lucrul acesta?. Eugeniu IV a renunțat la pretenția de a-I fi sărutate încălțările, în rest însă a dat clar de înțeles cine e stăpânul aici. Plata indemnizației promise grecilor intarsia, locurile, acordate lor-chiar și împăratului-la recepții, nu erau dintre cele mai de onoare.
La 9 aprilie, în Miercurea Mare, au început solemn ședințele commune ale delegațiilor latină și greacă. La început, s-a hotărât să fie supuse unor discuții preliminare chestiunile cele mai controversate: purcederea Duhului Sfânt, euharistia, Purgatoriul și primatul papei-și, totodată, să fie așteptați reprezentanții celor de la Basel și ai suveranilor occidentali laici. Pentru elaborarea unor poziții, acceptabile pentru ambele părți, delegația catolică și cea ortodoxă au ales comisii din zece ierarhi. Conform indicației împăratului, punctual de vedere al grecilor a fost expud și apărat de către cei mai învățați-Markos Eugenikos și Bessarion, mitropolitul de Niceea. Dezbaterile au început cu problema care părea cea mai puțin complicată: existența Purgatoriului.
De la primele ședințe commune, și o parte, și cealaltă au dat dovadă de încăpățânare, în lipsa lor de dorință de a da dreptate adversarilor. Polemicile erau susținute cu un calm lăudabil, comportarea tuturor era, în general, corectă, totuși tratativele au rămas într-un punct mort. Trecuseră trei luni, dar grupurile de lucru ale ierarhilor nu ajunseseră la consens. În urma insistențelor lui Eugeniu IV, s-a pus capăt dezbaterilor.
Împăratul le-a interzis ortodocșilor să părăsească sinodul (unii ardeau de dorința deja s-o facă). Însă zilele treceau, fără a aduce nimic nou. Paleologul trăgea de timp, înduplecându-și, totodată anturajul să se grăbească să clarifice adevărul. Papa, care dădea semen de enervare, își zorea oponenții, cerând nu ședințe ale comisiilor preliminare, ci întrunirea sinodului propriu zis. Relațiile dintre catolici și ortodocși s-au înrăutățit și, atât în mediul unora, cât și în al celorlalți, și-a făcut loc neîncrederea în capacitatea sinodului ecumenic de a pronunța vreo hotărâre. De la suveranii occidentali n-a venit nici un ambassador, au nesocotit poruncile papei și părinții de la Basel (Cârmuitorii țărilor din Europa nu și au mai trimis delegații. Abia spre sfârșitul lucrărilor sinodului și-au făcut apariția ambasadorii ducelui de Burgundia, care nici măcar nu l-au salutat pe Ioan VIII. Nici cei de la Basel n-au venit la sinod, iar în 1439, ei l-au declarat pe Eugeniu IV uzurpator al scaunului Sfântului Petru și au ales ultimul antipapă din istoria Bisericii –Felix V.)
Sinodul și-a continuat ședințele la 8 octombrie 1438, într-o atmosferă de neîncredere reciprocă și de exacerbare a prejudecăților. De data aceasta, drept punct de plecare pentru deliberări a servit problema purcederii Duhului Sfânt. Grecii au propus să se discute nu formula Filoque, ci în general, legitimitatea completării aduse simbolului credinței, care fusese stabilit de primele sinoade. Latinii pretextau că ,,și de la Fiul’’ nu este un adios, ci o interpretare. Disputele au durat 2 luni, însă, nici de data aceasta, nu s-a ajuns la o unitate de vederi. Nici grecii, nici latinii nu recunoșteau referirile făcute de oponenți la părerile unor autorități ale Bisericii, fiecare vorbea despre alterarea textelor, aflate la dispoziția părții adverse.

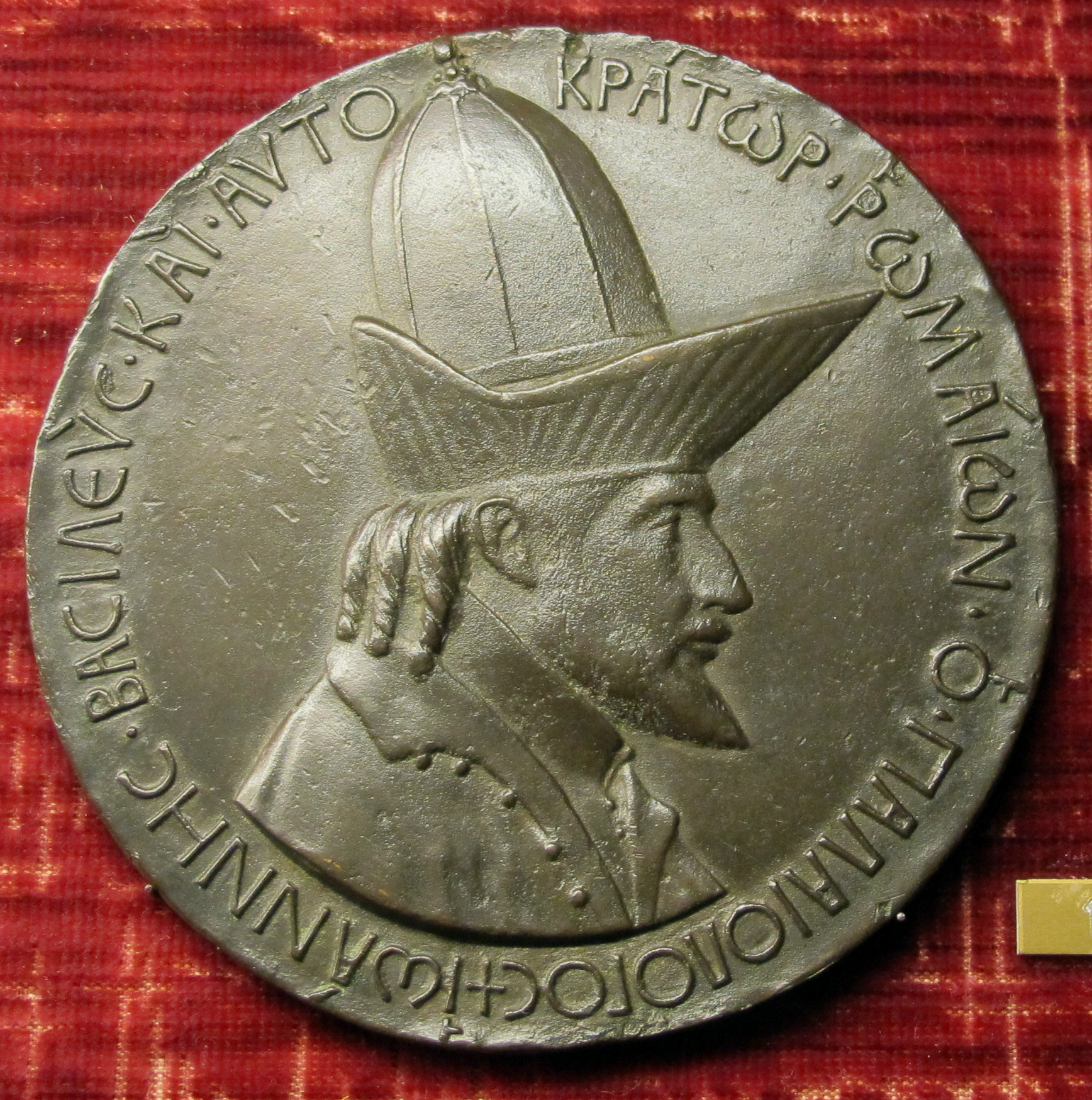
Medalia Ioan al VIII-lea Paleologul (realizată de Pisanello)

Sub pretextul epidemiei de ciumă care începuse, s-a luat hotărârea ca sinodul să fie mutat la Florența. Grecii nu voiau să meargă mai departe, în adâncul Italiei, însă papa era neînduplecat.
La 26 februarie 1439 a început perioada a doua, florentină, a ședințelor. Eugeniu IV îi supunea pe ortodocși unor presiuni directe-aceștia nu mai primeau deloc bani pentru subzistență și grecii au început, cu încetul, să-și vândă lucrurile personale, cărțile și obiectele bisericești, pentru a-și asigura cumva mijloacele necesare traiului. Basileul Ioan a reconfirmat interdicția de a părăsi sinodul, pentru membrii delegației sale, și la rândul său, îi îndemna să fie mai concilianți,vorbind, fără echivoc, nu despre clarificarea adevărului, ci deja despre acele avantaje politice, pe care le va căpăta Imperiul, dacă ei vor înfăptui unirea. Atmosfera plină de nervozitate își pusese amprenta, mai cu seamă, asupra relațiilor dintre greci. Părerile lor despre unire s-au împărțit. Markos Eugenikos, pe care nu-l satisfăceau argumentele latinilor, nici cele ale împăratului, se împotrivea cu fermitate, însă Bessarion al Niceei nu-l mai susținea. Grigore Mammas, viitorul patriarh al Constantinopolului, a exprimat punctul de vedere al ierarhilor care acceptau unirea: Eu știu că, dacă vom purcede la unirea cu Boserica romană, vom fi blestemați încă înainte să ajungem la Veneția; dacă nu vom purcede, totuna, vom fi blestemați. Atunci, să ne unim mai bine, și las să ne blesteme! Discuțiile dintre greci ajungeau până la insulte reciproce.
Ortodocșii își cedau, pas cu pas, pozițiile, în principala chestiune-Filioque. Papa n-a acceptat formula de compromis purcede de la Tatăl prin Fiul. Ca și până acum, asupra mitropoliților și episcopilor de la Răsărit se exercitau presiuni, nu li se dădeau bani, iar, totodată, însuși Eugeniu IV îi învita cu râvnă la ospețe pe cei  care i se păreau mai influențabili, le promitea (în primul rând, lui Bessarion) bogății și pălării de cardinal. Delegații Valahiei, Trapezuntului și Geoergiei au fugit, pe ascuns de la sinod.
La începutul lui iunie, aproape toți grecii, cu excepția lui Markos și a puținilor săi partizani, recunoscuseră legitimitatea formulei și de la Fiul. Drept răspuns, papa a consimțit să socotească valabilă nu numai euharistia cu pâine nedospită, ci și pe cea cu pâine dospită.
La 10 iunie a murit Iosif II, care era foarte bătrân.Împăratul, asupra căruia căzuse, acum, principala responsabilitate pentru viitorul ortodoxiei, a început să se comporte cu mult mai multă prudență și făcea cu greu concesii părți latine-ceea ce nu se mai putea spune despre majoritatea delegaților săi. Din nou s-au încins discuții aprinse, în legătură cu Purgatoriul și cu primatul papei, la începutul lui iulie însă rezoluțiile finale ale sinodului fuseseră, în fond, elaborate. Ioan VIII și delegația ortodoxă (cu excepția lui Markos Eugenikos și a altor câțiva membri ai ei au recunoscut simbolul catolic al credinței; cu privire la alte trei probleme principale-Purgatoriul, primatul papei și darurile euharistiei-s-au luat, de asemenea, hotărâri în redacția latină, dar cu stipulații. Grecii au reulit să apere valabilitatea euharistiei cu pâine dospită, alături de euharistia cu azime; se recunoștea primatul episcopului Romei, însă patriarhii din  Răsărit își păstrau dreptul de decizie definitivă asupra oricăror probleme de crdință, fără a se adresa papei, de asemenea, nu se putea face apel la Roma împotriva împăratului romeilor și a patriarhilor. Hotărârea pronunțată asupra problemei Purgatoriului este foarte încurcată. În linii mari, unirea de la Florența a fost o victorie importantă, dacă nu deplină, a catolicismului și mai puțin o formă de compromis.
La 5 iulie 1439, 40 de prelați și papa Eugeniu IV, pe de o parte, și împăratul bizantin, cu 33 de ierarhi de-ai săi-pe de altă parte, au semnat textul unirii. Au refuzat să-și pună semnăturile Eugenikos, care continua să se încăpățâneze, precum și reprezentanții Rusiei, care prindea puteri.. Mitropolitul de Moscova –în același timp, cardinal al curiei romane-grecul Isidor, șeful delegației ruse, singurul dintre moscoviți care semnase carta unirii, la întoarcerea sa la Moscova a fost băgat, drept pedeapsă, la închisoare de către marele cneaz Vasilii II. La 6 iulie 1439 s-a petrecut un act, la care papii nici nu puteau visa, cu trei-patru sute de ani în urmă: basileul Imperiului romeilor a îngenuncheat, în public, în fața vicarului Sfântului Petru și i-a sărutat mână. Eugeniu IV s-a obligat, în numele statelor occidentale, să întrețină la Constantinopol trei sute de soldați și două galere, iar, la nevoie, să mai dea, suplimentar, 20 de galere, pe un termen de jumătate de an, sau 10-pentru un an.

## Revenirea împăratului la Constantinopol
La 1 februarie 1440 împăratul s-a întors la Constantinopol. Primul lucru pe care el l-a aflat a fost că soția sa, pe care o iubea fierbinte, murise cu câteva zile înainte de sosirea lui.
Hotărârile Sinodului de la Ferrara-Florența au provocat o reacție foarte negativă din partea grecilor. Patriarhii răsăriteni i-au trimis Paleologului o scrisoare dezaprobatoare, dovedind o înțelegere lucidă a adevăratelor motive ale unirii bisericilor: „Dacă tu ai cedat, pentru o vreme, în fața latinilor, crezând că vei primi din partea lor ajutor pentru Imperiul tău, iar acum respingi învățătura lipsită de evlavie și urmezi iarăși credința ortodoxă a străbunilor tăi, atunci noi ne vom ruga pentru mântuirea Imperiului tău și, mai cu seamă, a sufletului tău... Dacă însă te vei îndărătnici și vei apăra niște dogme străine de Biserica noastră, atunci noi nu numai că vom înceta să-ți pomenim puterea în rugăciunile noastre, ci vom adăuga și..un canon greu, ca să nu se răspândească în Biserica lui Christos limba acestei învățături străine și dăunătoare. Noi nu putem păstori Biserica ortodoxă ca niște lefegii... ”. 
Sultanul Murad II, aflând de rezultatele sinodului, s-a înfuriat.
Printre cele promise de papă era (în perspectivă) și o cruciadă împotriva turcilor. Această cruciadă (una dintre ultimele din istorie) a unei oștiri catolice de 30.000 de oameni a început, într-adevăr, în anul 1443. La început, cavalerilor le surâdea norocul și ei au eliberat, fără mari dificultăți, o bună parte din Bulgaria. Sultanul, care ducea război cu comandantul de oști albanez Skanderbeg și cu voievodul transilvan Iancu de Hunedoara, a preferat să încheie pace cu cruciații. Însă conducătorii cruciadei -cardinalul Giuliano Cesarini și Vladislav III Jagello, regele Poloniei și al Ungariei, precum și Iancu de Hunedoara, care se alăturase acestora - au fost tentați să calce armistițiul și să-l atace pe Murad II, care nu se aștepta la așa ceva. Ioan al VIII-lea a refuzat să-i sprijine fățiș pe sperjuri, deși aceștia, bineînțeles, acționau în interesul lui. Într-o zi friguroasă, la 10 noiembrie 1444, pe țărmul Mării Negre, în apropiere de Varna, creștinii au suferit una dintre cele mai grele înfrângeri din secolul XV, în bună măsură, din cauza impulsivității lui Vladislav III. Armata lor a fost nimicită, Cesarini a căzut în luptă, regele-de asemenea. Știrea despre dezastrul de la Varna a aruncat Constantinopolul pradă unei cumplite disperări. Ultima posibilitate de a apăra orașul cu mâinile oștirii latine fusese pierdută.
Puține bucurii îi aduceau lui Ioan al VIII-lea și discordiile dintre membrii familiei sale. Încă în timpul absenței împăratului s-a răzvrătit despotul Moreei Theodor Paleologul. Între Constantinopol și Mistra era pe cale să izbucnească un război, când a venit știrea despre epidemia de ciumă din Italia. Theodor a hotărât să nu-și irosească degeaba puterile, ci să aștepte sfârșitul fratelui său, însă aceste speranțe nu s-au împlinit. În cele din urmă, conform unei înțelegeri cu Ioan VIII și cu ceilalți frați ai săi, Theodor II a renunțat la drepturile sale asupra despotatului de Mistra, în schimbul unui apanaj-orașul Selymbria. În anul 1442, a încercat (ce-i drept, fără succes) să pună stăpânire pe Constantinopol neastâmpăratul și ambițiosul despot Demetrios.
Ioan al VIII-lea Paleologul a murit în data de 31 octombrie 1448, după ce i-a fost comunicată vestea înfrângerii suferite de oștirea creștină a lui Iancu de Hunedoara în Bătălia de la Kosovo Polje.